# 일본 국토교통성
국토교통성(일본어: 国土交通省 고쿠도코쓰쇼[*], Ministry of Land, Infrastructure, Transport and Tourism, 약칭 : MLIT)은 일본의 행정조직으로, 대한민국의 국토교통부 격이다. 자위대원을 포함한 방위성을 제외하면 최대의 규모하고 인원수를 자랑하는 대규모 관청이다.

## 설치 근거 및 소관 업무
| - 국토교통성설치법 제2조 | - 국토의 종합적이고 체계적인 이용, 개발 및 보안, 기타 사회 자본의 정합적인 정비 - 도로, 철도, 해상, 항공 교통 정책의 추진 - 관광입국의 실현을 향한 시책의 추진 - 기상 업무의 건전한 발달 - 해상 안전 및 치안의 확보 |

## 연혁
- 1885년(메이지 18년) 12월 22일 : 체신성을 설치.
- 1908년(메이지 41년) 12월 5일 : 제국철도청을 개편하여, 내각철도원을 설치.
- 1920년(다이쇼 9년) 5월 15일 : 내각철도원을 개편하여, 철도성을 설치.
- 1943년(쇼와 18년) 11월 1일 : 체신성과 철도성을 통합하여, 운수체신성을 설치.
- 1945년(쇼와 20년) 5월 19일 : 운수체신성을 개편하여, 운수성을 설치.
- 1948년(쇼와 23년) 1월 1일 : 내무성 국토국을 분리하여 건설원을 설치.
- 1948년(쇼와 23년) 7월 10일 : 건설원을 개편하여, 건설성을 설치.
- 1950년(쇼와 25년) 6월 1일 : 홋카이도에 홋카이도개발청을 설치.
- 1974년(쇼와 49년) 6월 26일 : 국토청을 설치.
- 2001년(헤이세이 13년) 1월 6일 : 건설성, 운수성, 홋카이도개발청, 국토청을 통합하여 국토교통성을 설치.

## 조직

### 간부
- 대신 1인
- 부대신 2인
- 대신정무관 3인
- 사무차관 1인
- 심의관 3인

### 내부부국
| - 인사과 - 총무과 - 홍보과 - 회계과 - 지방과 - 복리후생과 - 기술조사과 | - 관리과 - 계획과 - 정비과 - 설비·환경과 | - 총무과 - 정책과 - 안심생활정책과 - 환경정책과 - 해상정책과 - 교통계획과 - 건설업과 - 건설시장정비과 - 건설시공기획과 - 부동산업과 - 기술안전과 - 관광정책과 - 관광경제국 - 국제관광과 - 관광지역진흥과 - 관광자원과 - 관광사업과 | - 정보정책과 - 행정정보화추진과 - 정보안전·조사과 | - 총무과 - 종합계획과 - 정비과 - 대도시권계획과 - 지방계획과 - 수도기능이전기획과 | - 총무과 - 토지정책과 - 토지정보과 - 지가조사과 - 토지이용조정과 - 국토조사과 |

| - 수자원정책과 - 수자원계획과 - 수원지역대책과 | - 총무과 - 기획과 - 대도시권정비과 - 지방정비과 - 도시계획추진과 - 도시계획과 - 시가지정비과 - 가로과 - 공원녹지과 - 낙도진흥과 | - 하수도기획과 - 하수도사업과 | - 총무과 - 수정과 - 하천계획과 - 하천환경과 - 치수과 - 방재과 | - 사방계획과 - 보안과 | - 총무과 - 노정과 - 도로교통관리과 - 기획과 - 국도·방재과 - 지방도·환경과 - 유료도로과 |

| - 총무과 - 주택정책과 - 주택종합정비과 - 주택생산과 - 건축지도과 - 시가지건축과 | - 총무과 - 간선철도과 - 도시철도과 - 재무과 - 철도업무정책과 - 기술기획과 - 시설과 | - 총무과 - 안전정책과 - 여객과 - 화물과 - 보장과 | - 자동차정보과 - 기술기획과 - 심사과 - 정비과 - 환경과 | - 총무과 - 외항과 - 내항과 - 운항노무과 - 조선과 - 선박공업과 - 안전기준과 - 검사측도과 - 선원정책과 - 해사자격과 | - 총무과 - 항만경제과 - 계획과 - 진흥과 - 기술기획과 - 국제·환경과 - 해안·방재과 |